# 馬德爾·費倫茨
馬德爾·費倫茨（匈牙利語：Mádl Ferenc，1931年1月29日—2011年5月29日），是匈牙利第三共和國的第二任總統，任期2000年8月4日至2005年8月5日。
馬德爾1955年毕业于匈牙利罗兰大学法学系。1990年至1993年在安塔尔·约瑟夫政府中担任不管部长及政府科学政策委员会主席，1993年成为匈牙利科学院院士，1993年2月至1994年7月任教育部长。1995年被青民盟、民主论坛和基督教民主联盟提名为总统候选人参选。2000年6月当选总统，8月4日宣誓就职，2005年8月5日离任。2011年5月29日去世。